# 隆福大厦

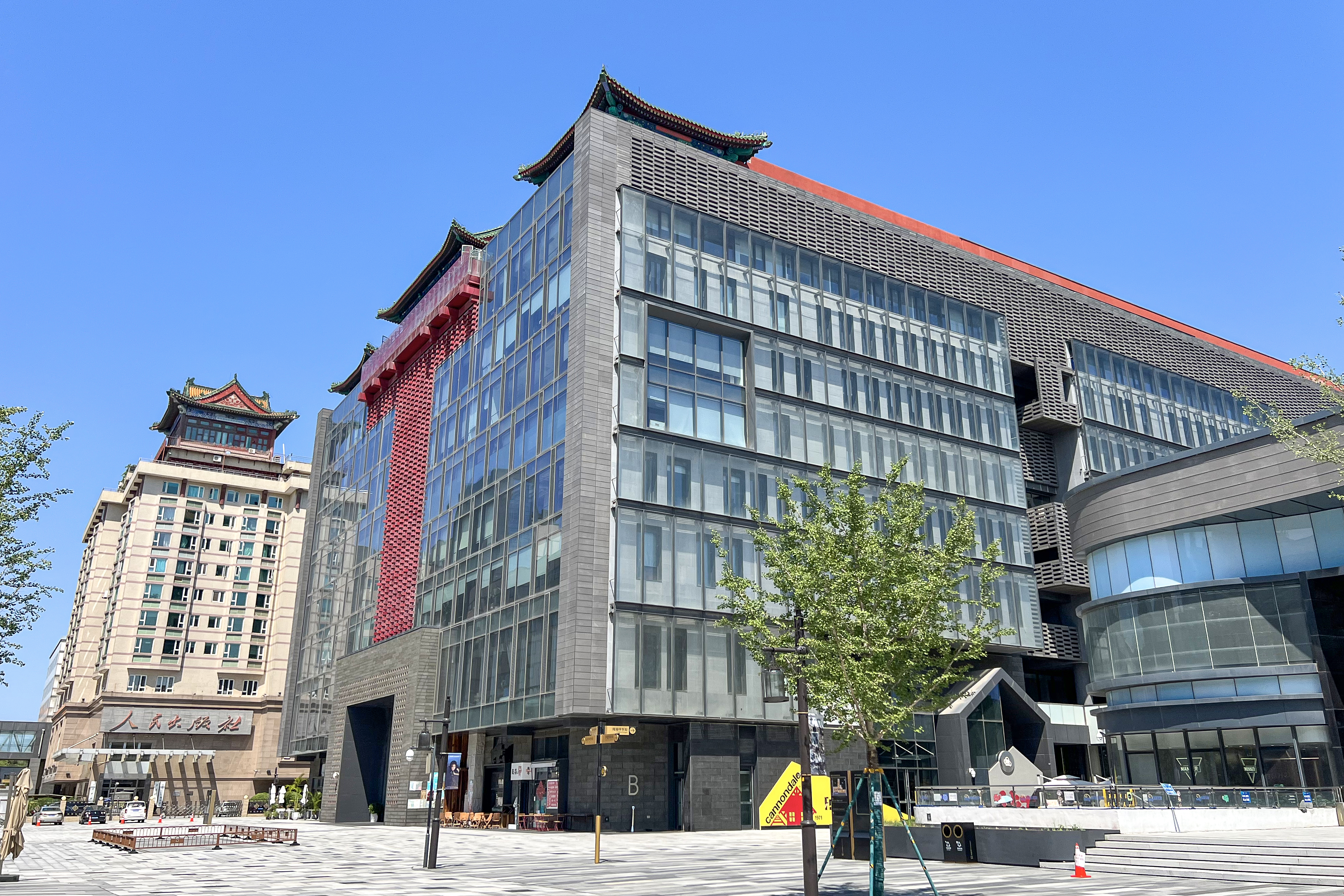
隆福大厦（2024年7月摄）

隆福大厦是北京市东城区的著名商业企业，位于隆福寺街原隆福寺旧址处。

## 历史

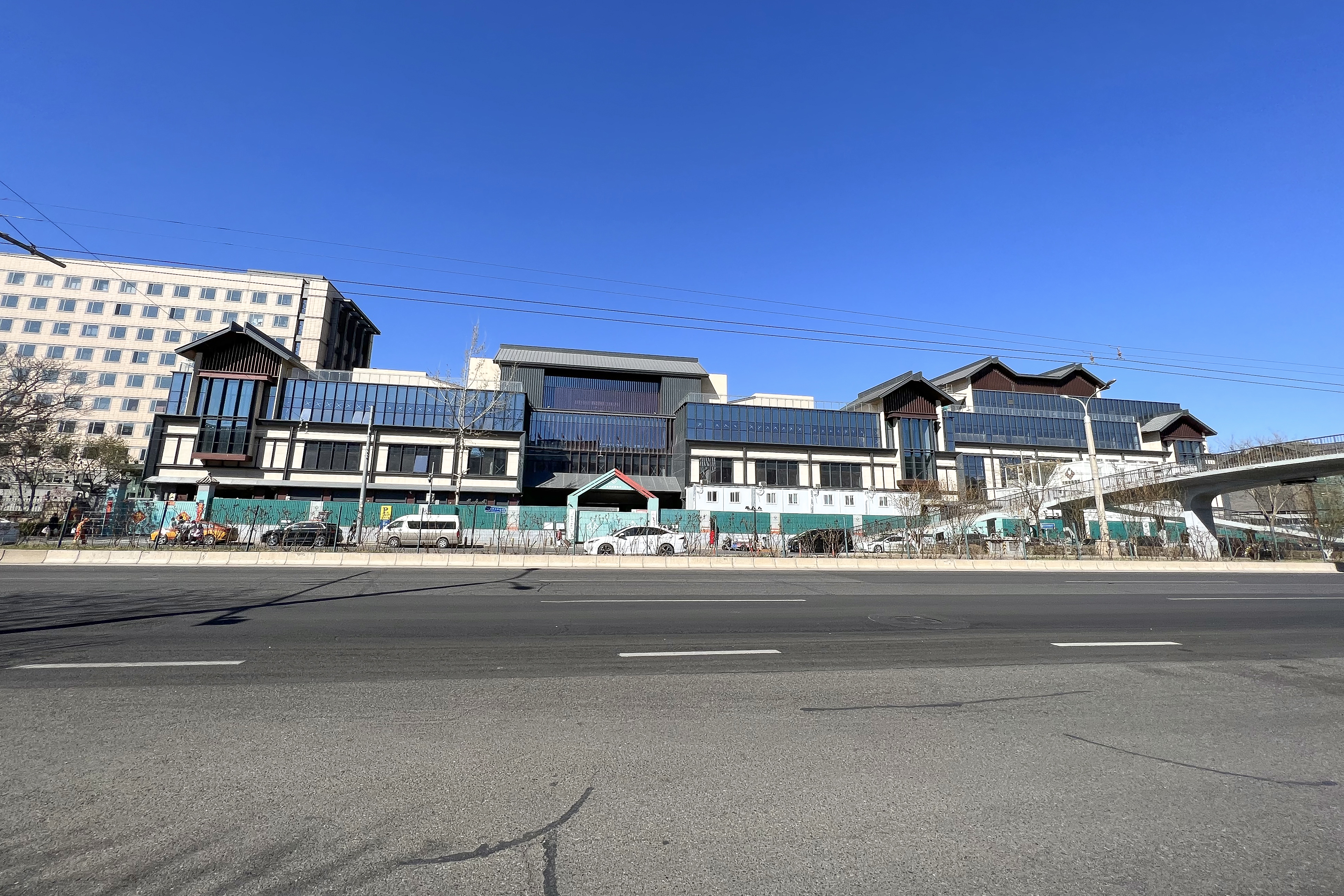
隆福广场

隆福大厦的所在地原为隆福寺。隆福寺庙会在清朝及中华民国时期非常有名，庙会上摊商林立，十分热闹。中华人民共和国成立初期，中国共产党对摊商实行“保护、扶植、发展”的政策，以摊商补充国营商业的不足。北京市人民政府决定在北京市内修建一座可容纳千人以上的大型摊贩市场，选址于隆福寺庙会处。1950年底，隆福寺庙会停业，开始筹建大型摊贩市场。隆福寺庙会由此结束。
1952年元旦，东四人民市场举行开张仪式，隆福寺山门前搭起牌坊式架子，上悬匾额题有“东四人民市场”，为时任北京市人民政府副市长吴晗所题。吴晗也亲自参加了此次开张仪式，并剪彩、发表讲话。当时，市场位于隆福寺山门内，分为四个售货棚：东货棚，西货棚，东北货棚，西北货棚。该市场建立后，共有1130多户摊商，是北京市最大的摊贩市场。市场和过去的隆福寺庙会不同，庙会采取“圈庙市”（即每十天有四天为庙市）且日中为市，而市场每天固定在早9点至晚8点开市。隆福寺庙会包括百货、小吃、杂耍和江湖艺人表演。市场则专营百货、小吃。在隆福寺东北角的金刚殿和后楼阁院落的原东配房址新建了东四剧场，作为游艺厅和电影院，1983年该剧场被移交给北京市第一商业局作为小礼堂使用，不再对外开放。1963年，因场地不足，市场将小吃全部迁出并移交给东城区饮食公司，东城区饮食公司乃于东四人民市场对面的东侧原灶温饭馆旧址建立了隆福寺小吃店，1993年该小吃店在隆福寺街改造时被拆除。
1953年，人民政府发还了摊商们认购的“迁建分”款项。从1953年到1957年，市场不断扩大经营范围，形成了摊商们称赞的“黄金时期”。1957年，随着社会主义改造的推进，市场的摊商们全部被批准为公私合营，市场按照营业类别分为15个专业公司管理。1958年，由于分口管理过于分散，市场改为统一管理。此后，该市场的销售额连年上升，1961年的销售额比1958年增加将近70%。
1963年9月，市场经上级批准拆除了隆福寺山门，兴建了市场的前厅。前厅门市前额（即朝向隆福寺街方向）嵌有中华人民共和国副主席董必武题写的“东四人民市场”匾额。
1966年文化大革命开始后，市场的许多商品都被戴上了“四旧”的帽子，予以停售；市场信托部（经营旧货）也被迁到角落里。1970年6月，市场将已被封存的特种工艺品以及信托部全体人员及旧货均移交给北京市信托公司管理。1966年下半年，前货场的经营范围缩小，中央塑了毛主席像，四周增设“红宝书”、毛主席像及伟人像等业务专柜。1968年，市场同商业部各中央站脱钩，此外还中断了外埠进货的主要渠道。1972年3月，市场开始翻建西货场，1973年元旦西货场重新开业。1974年，市场开始翻建东货场，1976年完工，1977年3月恢复营业。1970年代，东四人民市场是北京四大商场之一。
1985年，东四人民市场开工将前货场改建为十层的商业大厦。此后，在三年的施工期间，市场的其他营业厅照常营业。1988年，商业大厦建成，东四人民市场正式结束。新落成的商业大厦被命名为“隆福大厦”，由中顾委副主任薄一波题写了“隆福大厦”四个字。1988年下半年，隆福大厦开始营业。
1993年8月中旬，隆福大厦因电线故障而意外遭受火灾，整个大厦被烧毁。在此后半个月时间内，北京市建工集团抢修隆福大厦。主楼抢修完工后，同年9月3日，隆福大厦恢复营业。1998年中华人民共和国国庆节前夕，经过扩建的隆福大厦重张。扩建后，隆福大厦营业面积达6万平方米，是原来的3倍。大厦9层楼顶还修建了4座大殿和4座角亭，部分再现了隆福寺的旧貌。
2000年，隆福寺商业街重新进行改造，主业定位为小吃与服装销售。2001年，隆福大厦歇业，先改造为和秀水街类似的服装市场，后来曾主营纺织产品。2003年，隆福大厦数码广场试营业，2004年6月关门停业，此后再未开张。
2012年，北京市人大代表、北京市国有资产经营管理公司董事长李爱庆表示，北京市国有资产经营管理公司和东城区共同打造的隆福寺文化商业综合区已进展到规划阶段，准备将隆福大厦整体拆除后，在隆福大厦原址重建隆福寺，但该方案最终未能实施，而是对既有隆福大厦进行改造，从百货商场转型为文创商务综合体，北京国资公司与东城区为此合资组建了北京新隆福文化投资有限公司。2017年5月19日，隆福大厦装修改造工程竣工。